# 石和町川中島
石和町川中島（いさわちょう かわなかじま）は山梨県笛吹市の大字。川中島の北部には石和温泉郷の「さくら温泉通り」が通っている。

## 地理
笛吹市の北西部、石和地区の北西部に位置する。東で一宮町田中及び一宮町坪井、西で石和町八田、南で石和町上平井及び石和町下平井、北で春日居町鎮目、春日居町国府及び春日居町小松と接する。

## 歴史

### 沿革
- 2004年（平成16年）10月12日 - 東八代郡石和町と周辺5町村が合併し笛吹市が発足。これに伴い、大字が「川中島」から「石和町川中島」に変更される[6]。

## 施設
- 石和川中島簡易郵便局
- 長昌院

## 交通

### 国道
- 国道411号

### 県道
- 山梨県道314号一宮山梨線

## その他

### 学区
小学校・中学校の学区は以下の通りである。
| 番・番地等               | 小学校               | 中学校             |
| ------------------------ | -------------------- | ------------------ |
| 全域（以下の地域を除く） | 笛吹市立石和北小学校 | 笛吹市立石和中学校 |
| 川中島772-1～1353-2      | 笛吹市立石和東小学校 | 笛吹市立石和中学校 |

### 警察
警察の管轄区域は以下の通りである。
| 番・番地等 | 警察署     | 交番・駐在所     |
| ---------- | ---------- | ---------------- |
| 全域       | 笛吹警察署 | 石和温泉駅前交番 |